# Conrad Olsen
Conrad Bertin Olsen (født 6. juli 1891, død 19. oktober 1970) var en norsk roer fra Stavanger.
Olsen vandt en bronzemedalje ved OL 1920 i Antwerpen. Han var med i den norske otter, der desuden bestod af Tollef Tollefsen, Håkon Ellingsen, Thore Michelsen, Karl Nag, Theodor Nag, Adolf Nilsen, Arne Mortensen og styrmand Thoralf Hagen. Nordmændene vandt først deres indledende heat mod Tjekkoslovakiet med over ti sekunder, men tabte derpå semifinalen til Storbritannien næsten lige så klart. De fik efterfølgende bronze, da de havde en bedre tid end Frankrig, der tabte den anden semifinale.
Olsen var, ligesom de syv øvrige roere i den norske 1920-otter, medlem af Stavanger Roklub i hjembyen Stavanger.

## OL-medaljer
- 1920:  Bronze i otter